# Sali Berisha
Sali Berisha (n. 15 octombrie 1944, Viçidol⁠(d), Tropojë⁠(d), Regiunea Kukës, Albania) este un om politic albanez, membru al Partidului Democrat. Este născut în localitatea Vicidol din Districtul Tropojë (nordul Albaniei). A îndeplinit funcția de președinte al Albaniei (1992–1997), și ulterior pe cea de prim-ministru (2005–2013).